# Kölner Gerichtswesen vom Mittelalter zur Neuzeit

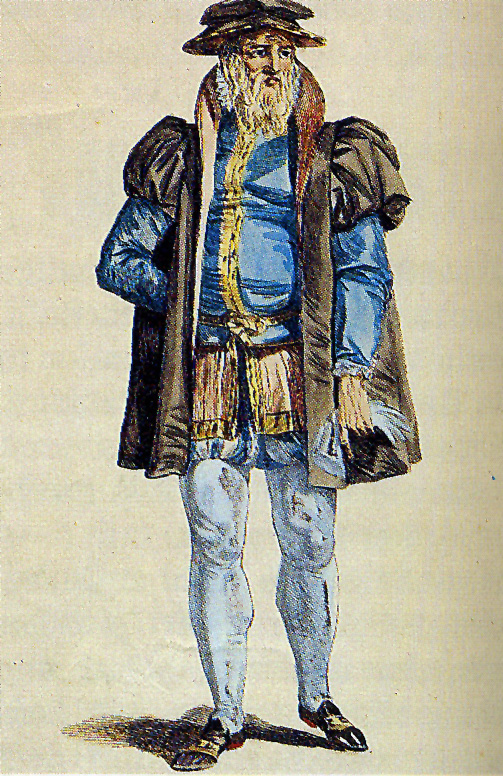
Kölner Ratsherr im 16. Jahrhundert, zur typischen Amtstracht gehörten schwarzer Hut und Mantel

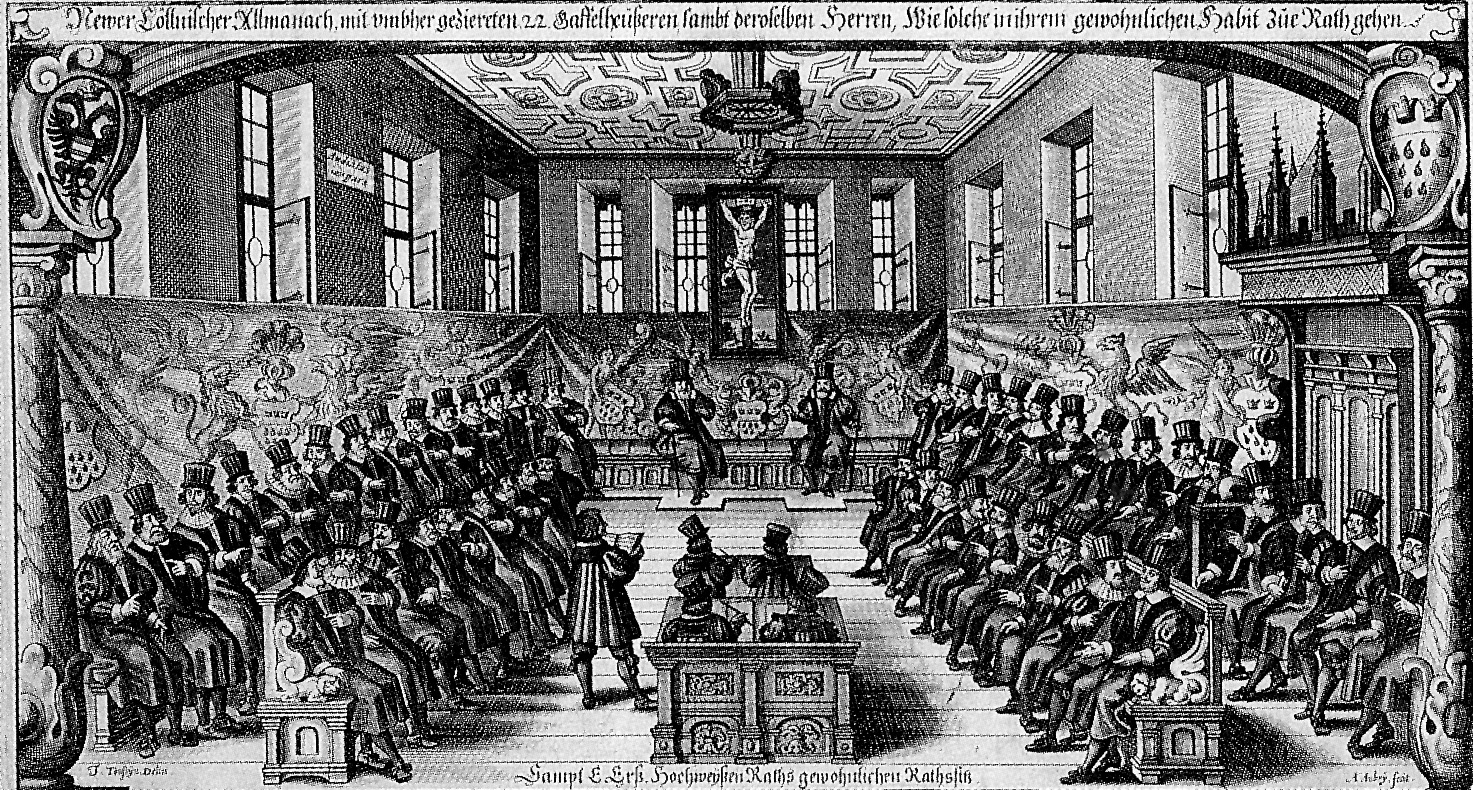
Ratsversammlung im Senatssaal 1655

Das  Kölner Gerichtswesen lag über Jahrhunderte fest in der Hand der Kölner Erzbischöfe. Mit der Gründung einer ersten städtischen Verwaltung im Jahr 1216 gelang es dem die Bürgerschaft vertretenden Rat der Stadt, auf dem Gebiet der Gerichtsbarkeit sukzessiv Eigenständigkeit zu erlangen.

## Bezirke, Gerichte und Strukturen
Kern der sich weiterentwickelnden Römerstadt war die Rheinvorstadt, das Viertel St. Aposteln mit der sich hinter dieser erstreckenden Almende, die Vorstädte Oversburg und Niederich, die vorgelagerten Gemeinden St. Severin und St. Pantaleon, der Bezirk St. Gereon sowie die Vogteibezirke Eigelstein und Hacht. Diese bildeten, ohne Berücksichtigung einiger Immunitätsbezirke, die Gliederungen der Stadt.

### Das Hohe Gericht
Die Zuständigkeit des Hohen oder auch Hochgerichtes erstreckte sich auf die Römer- und Rheinvorstadt sowie den ganzen Bezirk St. Aposteln. In diesem Gebiet deckten sich die Pfarrgrenzen mit denen der bürgerlichen Sondergemeinden und ihrer Niedergerichte, tangierten jedoch nicht den Aufgabenbereich der dortigen Niedergerichte. Es waren in der Rheinvorstadt der Bezirk der Pfarre St. Brigida und der von St. Martin, dessen Bezirk mit der alten Pfarre „St. Peter und Paul“ ein Stück weit in die Römerstadt hinein ragte. Östlich der Linie Hohe Straße waren es die Sprengel der Pfarreien St. Laurenz und St. Alban, der Bereich der zur Pfarre St. Johann Evangelist gehörte, der vogteiliche Hachtbezirk und der Bereich der Domimmunität der Pfarre St. Maria im Pesch. Westlich der „Hohe Straße“ waren es die Bezirke St. Kolumba und St. Peter und der Sprengel von St. Aposteln.

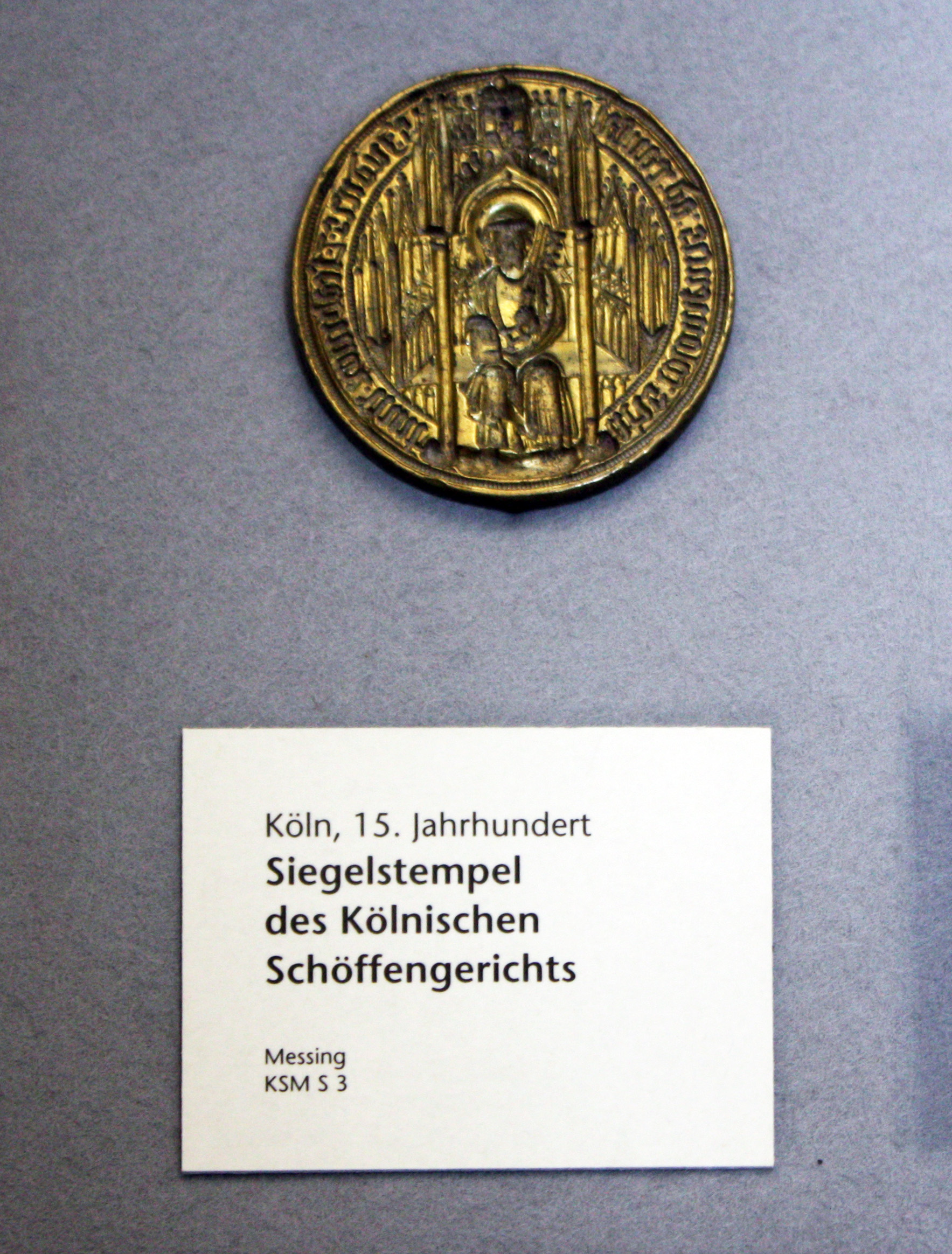
Siegelstempel des Schöffengerichts im 15. Jahrhundert

Das Hohe Gericht bestand zunächst aus 12, später aus 25 Schöffen, welche alle der wohlhabenden gesellschaftlichen Oberschicht angehörten. Unter die Zuständigkeit des Hohen Gerichtes fielen die Kapitalverbrechen.
Da es dem Erzbischof auf Grund seines geistlichen Standes unmöglich war, an einem Blutgericht den Vorsitz zu führen, ernannte er den Gaugrafen zu seinem Stellvertreter. Dieser erhielt damit den Titel eines Burggrafen verliehen.

#### Burggrafen und Greven
Erster Burggraf war der Graf
Arenberg, welchem dieses Amt als Lehen gegeben war. Die Arenberger hatten das Amt bis zum Rückkauf des Lehens durch Siegfried von Westerburg im Jahr 1279 inne. Überdies war der Burggraf auch oberster Gerichtsherr der Niederen Gerichte. So hatte in der Regel in den frühen Sondergemeinden, den Vorstätten wie Niederich oder Oversburg, ein Greve als Gerichtsherr wiederum sein Amt als Lehen von dem Burggrafen erhalten.
Weiterhin war der Burggraf dafür zuständig, den Juden, die ihm hierfür eine jährliche Abgabe zu leisten hatten, in Ausnahmefällen (Arztbesuche etc.) für sicheres Geleit zu Tagesaufenthalten in der Stadt zu sorgen.

### Das geistliche Gericht

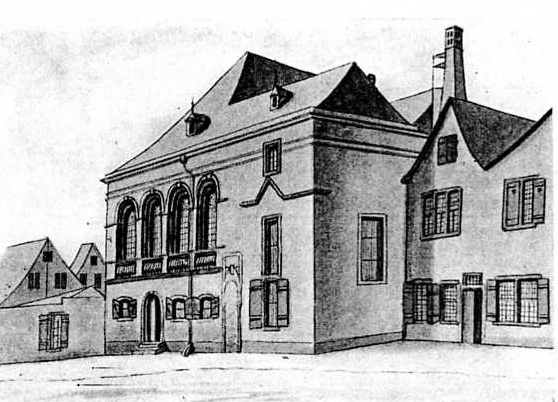
Thomaskapelle und ehemaliges Offizialat in Köln um 1844

Dem weltlichen Hohen Gericht stand das geistliche Gericht des Erzbischofs gegenüber, das Offizialat. Ihm unterstanden alle Verfehlungen der clerici und nach der Gründung der Universität auch die von deren klerikalen Magister. Dessen Richter verhandelten aber auch in einigen zivilrechtlichen Fällen, wie in Klagefällen bei Meineid, Ehestreitigkeiten, Testamentsbelangen und Wucher. Den Vorsitz dieses Gerichts führte ab Ende des 13. Jahrhunderts ein studierter Kirchenjurist (Dr. jur. can.), der Offizial. Nach ihrer Tätigkeit am Geistlichen- oder auch Offizialgericht, dessen Tagungsort der „Saal“ des erzbischöflichen Palastes am Domhof war, nannte man die dort Amtierenden die Herren im Saal. Sitz des Offizialates war nach 1451 ein kleines einer Kapelle anliegendes Gebäude auf dem südlichen Domhof. Das Gericht ist seit dem 13. Jahrhundert in Deutschland und im Erzstift Köln als bischöfliche Judikaturinstanz speziell für Geistliche nachweisbar. Die zivilrechtliche Kompetenz des geistlichen Gerichtes innerhalb der Stadt endete nach dem Machtverlust des Erzbischofs im Jahr 1288 mit dem Sieg der Bürger in der Schlacht von Worringen.

### Die akademische Gerichtsbarkeit der Universität

Siegel der Universität zu Köln

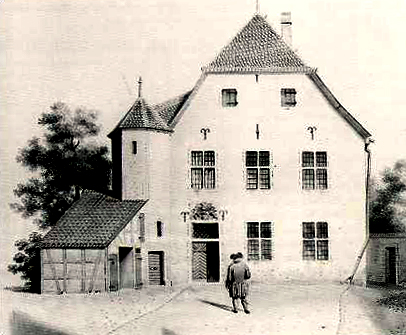
Die Kronenburse, "An der Rechtschule" um 1840

In ihren Anfängen besaß die alte Universität zu Köln, kein eigenständiges Gebäude. Die Versammlungen fanden in der Regel als Gastveranstaltungen in größeren Räumlichkeiten von Klöstern, vornehmlich in denen der Bettelorden statt.
Die Juristenfakultät nutzte eine ursprünglich am Waidmarkt gelegene Schuleinrichtung und gelangte 1433 infolge einer Kollegstiftung eines Dr. Johann Vorburg, in den Besitz des Hauses „Vrechen“ welches in der Folge nach der Fakultät die Juristenschule genannt wurde. Nach dieser erhielt dann auch die hinter dem Kloster der Minderbrüder entlang führende Vogelstraße, die „platea vogelonis“, den noch heute verwendeten Namen An der Rechtschule. In einem hinteren Gebäude des Anwesens fand später das Kolleg „Dwerch“, die so genannte „Kronenburse“ ihren Platz. Eine Erweiterung der Juristenfakultät ergab sich 1477 durch das Vermächtnis eines Dr. „Loppo von Zieriksen“, der der Fakultät das Haus „Spänheim“ auf der in der Nähe gelegenen Straße Burgmauer vererbte. Das Gebäude soll bis zum Jahr 1623 im Besitz der Fakultät verblieben sein.
Für die Versammlungen der theologischen Fakultät benutzte man das Kapitelhaus des Domkapitels. Später stellte das Domkapitel der Fakultät eine Theologenschule hinter dem Domumgang zur Verfügung, aus der im Jahr 1523 ein Neubau neben dem Südturm des Domes hervorging. Die Fakultät soll jedoch nie Eigentümer des Gebäudes gewesen sein.
Der Fakultät der in Köln nur schwach vertretenen Mediziner stand nur eine eingeschränkte Mitbenutzung der Räumlichkeiten der Artistenschule offen. Diese hatte das Gebäude des Versėlenkonventes (wahrscheinlich ein ehemaliges Grundstück der Bürgermeisterfamilie Jude) an der Stolkgasse, bereits seit dem Jahr 1398 in ihrem Besitz. Es war für die Zwecke der Artistenfakultät umgebaut und mehrfach erweitert worden. Von 1411 bis 1416 besaß die Fakultät auch den Hof Riehl auf der Marzellenstraße.
Die seit dem Mittelalter als Körperschaften  fungierenden Universitäten führten besondere Insignien oder Hoheitszeichen. Mit ihnen verdeutlichten sie den Anspruch, im Rahmen der jeweiligen gesellschaftlichen Ordnung über einen eigenen Rechtsbereich zu verfügen. Insignien des höchsten Repräsentanten der Hochschulen, in Köln hatte das Amt des Rektors zumeist ein Kleriker inne, waren Amtszepter, Matrikelbuch und Statutenbuch.
Der Pedell hütete das Siegel und die Schlüssel zu Senatssaal und Karzer. Anfänglich erstreckte sich die Akademische Gerichtsbarkeit über alle Bereiche und wurde sogar bei Kapitalverbrechen tätig. Auch die 1388 gegründete erste Universität zu Köln, wurde zu einem exemten Personenkreis und erhielt ihre eigene Gerichtsbarkeit.

## Entwicklung der Rats- oder städtischen Gerichte
Der Rat der Stadt bemühte sich, auch auf dem Gebiet des Gerichtswesens Einfluss zu nehmen. In den Anfängen fungierte nur der enge Rat als Gericht. Seine Zuständigkeit umfasste die Beilegung von Baustreitigkeiten und die Erledigung sachenrechtlicher Klagen, denen ein Erbrecht zugrunde lag. Die Aufgabe, Zunftstreitigkeiten zu schlichten, übernahm der Rat von den Bürgermeistern der Richerzeche.
Ab 1326 übertrug der Rat Teile seiner Zuständigkeiten in der Rechtsprechung an die von ihm eingesetzten Sondergerichte. Zu diesen gehörten zunächst das Gastgericht (1326), das Gewaltgericht (1341), das Pferdegericht (1348), das Gericht in der Halle (1373) und das Gericht in der Wollküch. Letzteres blieb unbedeutend und wurde 1371 durch das Tuchhallengericht ersetzt.
Die Sondergerichte verhandelten und urteilten in unterschiedlichen Rechtsfällen im Namen des Rates in erster Instanz. Für eine Revision war der Rat selbst zuständig. Später entstanden hierfür das Syndikats- und das Kommissargericht.
Die formelle Anerkennung hinsichtlich seiner Gerichtsbarkeit durch den Erzbischof und die Schöffen des Hochgerichtes erhielt der Rat durch einen 1362 geschlossenen Vertrag. Beide Parteien erklärten in dem Abkommen, die Gerichtsbarkeit beider Seiten als unabhängig zu respektieren. Trotz der Intrigen der Schöffen, die um ihre Macht bangten, war der Erzbischof nicht bereit, dem Drängen um die Wiederherstellung der Universalzuständigkeit des Schöffenkollegiums nachzugeben. 1375 bestätigte er erneut die dem Rat verliehenen Rechte.

## Gerichtsorte

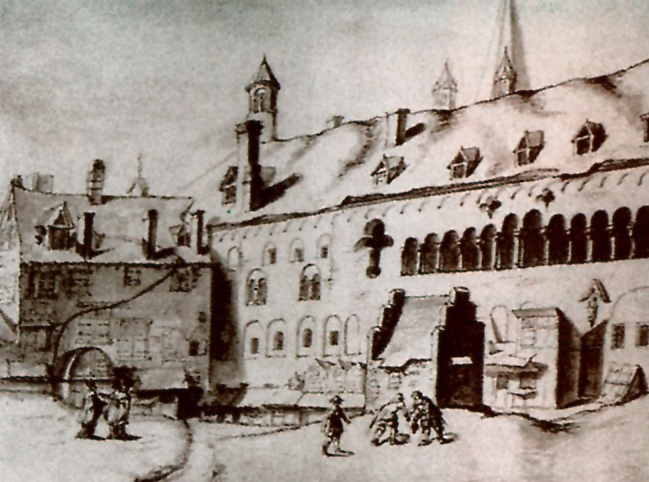
Erzbischöflicher Palast

Der Sitz des Kölner Hochgerichtes befand sich stets am südlichen Domhof. Das vogteiliche Niedergericht hatte seinen Sitz in der Großen Neugasse. Das geistliche Gericht unter der Leitung eines Offizials tagte im Saal des erzbischöflichen Palais. Der Sitz des erbvogteilichen Gerichtes „Eigelstein“ wurde im 14. Jahrhundert von dem Dörfchen Volkhoven auf den „Büchel“ (eventuell Gresberg?) genannten Teil des Eigelstein außerhalb des Gerichtsbezirkes verlegt. Das Vogtsgericht St. Gereon wurde gegenüber dem Vogtshof auf dem Gereonsdriesch abgehalten. Das Gerichts- und „Gebuirhaus“ des Bezirks „Airsbach“ befand sich auf dem „Mühlenbach“. 1469/70 besaß das Gericht ein Haus in der Follerstraße. Auf der Johannisstraße lag das Bezirkhaus Niederich, dessen Vorderhaus Sitz des Schöffengerichts und Wohnung des Gerichtsboten war. Das Hinterhaus beherbergte die Amtleute und den Schrein. Die Schöffen von St. Severin hatten ihr „Dinghaus“ auf der Severinstraße. Die „Erbgenossen“ von St. Pantaleon und die Amtleute von St. Mauritius tagten auf dem Weidenbach. Die Herren des Bezirks Mauritius wechselten im 15. Jahrhundert in das damals erworbene Haus Nideggen auf der Weyerstraße. Die Erbgenossen des Bezirks „Unter Lan“ hatten bis 1360 als Gerichtsgebäude das Haus der Gürtelmacher auf der Straße „Unter Käster“ inne. Die Mitglieder der Kölner Bauerbänke hatten zumeist ihre Versammlungen und internen Gerichtssitzungen in Häusern, die in der Nähe der Stadttore ihres Bezirks lagen.

### Gastgericht
Das gericht von den gästen hinter der tür wurde für auswärtige Kaufleute und Besucher geschaffen. Die auch Ratsgericht genannte Institution tagte im Rathaus und verhandelte nur auf Antrag der fremden Gäste. Da diese selten in zu verhandelnde Streitigkeiten gerieten, erhielten die sich aus den Ratsherren rekrutierenden Richter neben ihren regulären Einkünften nur einen zusätzlichen Anteil Ratswein als Entlohnung. Eine Nebenbeschäftigung war den beiden Richtern während der zweijährigen Amtszeit nicht gestattet. Ab dem Jahr 1373 gingen alle Belange des Gerichtes auf das Gericht der Halle und danach auf das Kaufhaus-Gürzenich-Gericht über.

### Gewaltgericht
Durch die Einrichtung eines eigenen Gewaltgerichtes, das bis 1341 dem Offizialat und dem Hochgericht vorbehalten war, erlangte der Rat ohne große Gegenwehr des Erzbischofs auf diesem Gebiet zusätzliche Kompetenz. Verhandlungsort des Gerichtes war die Goldene Kammer und ab 1558 die Vierundzwanziger Kammer im Rathausgebäude. An diesem Gericht mit zwei Richtern konnten im 14. und 15. Jahrhundert nur Geldstrafen verhängt werden. So wurde zum Beispiel wegen „Messerzückens“ eine halbe Mark, wegen Körperverletzung eine Mark und bei Totschlag zwei Mark Buße erhoben. Die vereinnahmten Gelder erhielt die Stadtkasse in der Freitagsrentkammer. Verletzten oder Angehörigen eines Getöteten standen keine Entschädigungen zu. Im 16. und 17. Jahrhundert wurden mehr und mehr dieser Delikte mit Leibesstrafen geahndet. Bei Totschlag, Raub und Diebstahl wurde nun von den Gewalttrichtern Züchtigung und Turmgang angeordnet. Am Gewaltgericht eingesetzte Richter hatten eine Amtszeit von ebenfalls zwei Jahren. Sie konnten wie alle städtischen Richter im Anschluss ein Amt als Rentmeister bekleiden. Als Entschädigung für seine Mühen erhielt jeder Richter einen Anteil der von ihm eingezogenen Geldbußen sowie einen Anteil Ratswein.

#### Gerichtsdiener

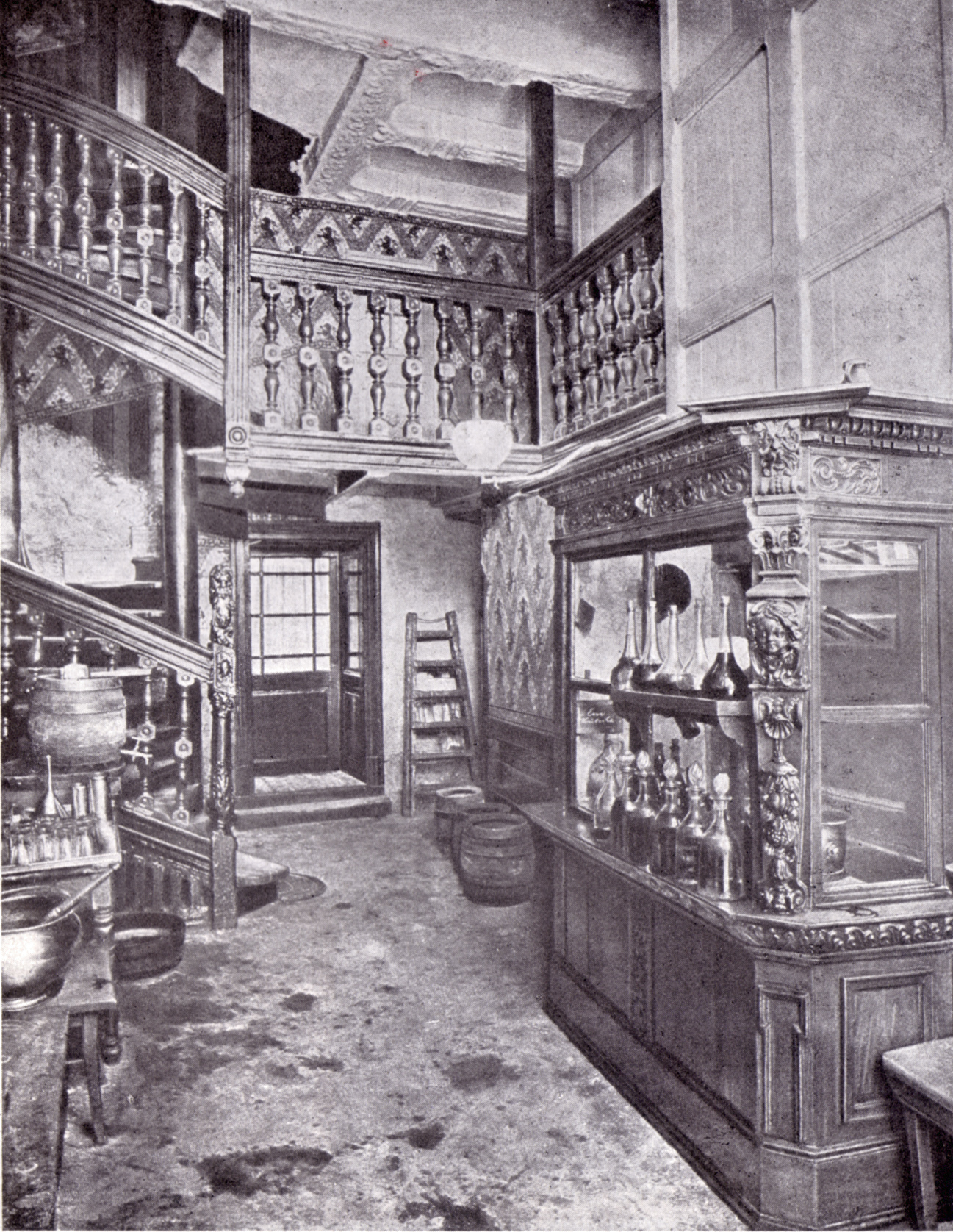
Hausflur des Wirtshauses „Em Krüzge“ am Bollwerk. Links die Zapfbank, rechts das barocke Thekenschaaf aus dem 17. Jahrhundert

Den zwei Richtern des Gewaltgerichts unterstanden vier Diener. Diese halfen bei Ermittlungen in Strafsachen und bei der Verfolgung und Festnahme geflohener Verbrecher. Die Namen flüchtiger Personen, die nicht wieder gefasst werden konnten, wurden ab 1558 in das sogenannte Blutbuch (Fahndungsliste) eingetragen, darmit man zu jeder zeit derselbigen ingedenk sy. Hatten sie auf Geheiß des Gerichtes einen säumigen Schuldner aufzusuchen und war dieser mittellos, wurde er in Haft genommen (Leibespfändung). Weiterhin vollstreckten die Diener im Rahmen der Amtshilfe auch Urteile anderer städtischer Gerichte, so auch bei Bedarf die des erzbischöflichen Hochgerichtes (ausgenommen Belange des Schwertdieners). Ihr Einkommen erhielten sie, ebenso wie die Richter als ihre unmittelbaren Vorgesetzten, durch die an die Rentkammer abgelieferten, eingezogenen Geldbußen. Ihr monatliches Salär betrug 30 Taler, den Rest der durch diese Instanz vereinnahmten Gelder verteilte die Rentkammer an die Richter.
Den Dienern des Gewaltgerichtes war es wegen der Bestechungsgefahr von Seiten dritter Personen untersagt, jeglichen privaten Einladungen zu folgen. Sie hatten auf Bier oder Weingelage bei Geselligkeiten zu verzichten, durften den Gerstensaft in den vielen Kölner Braustuben der Innenstadt nur im Hausflur bei dem Zappes neben dem Thekenschaaf genießen, ohne den Gastraum zu betreten. Sie waren ohnehin in der Bevölkerung nicht beliebt und wurden gemieden.

### Bürgermeistergerichte

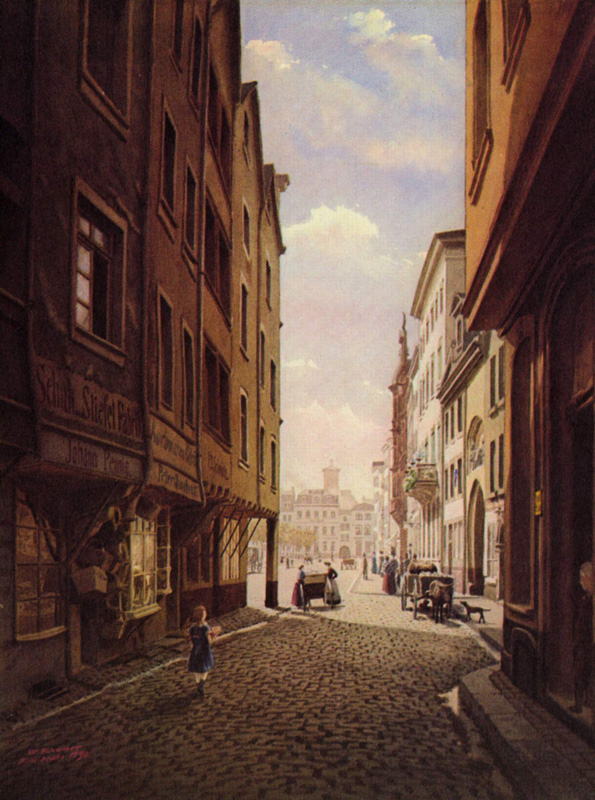
Heumarkt Unter Hutmacher rechts Torbogen zur Fleischhalle

Für kleinere Schuldsachen und marktpolizeiliche Belange auf dem Kornmarkt gab es das Bürgermeistergericht, vor dem Haus zum Regenbogen und ein weiteres im Fleischhaus. Schon vor 1375 wurden durch den Rat ehemalige Bürgermeister zu Vorstehern an einem eigens für die Lebensmittelkontrolle eingesetzten Gericht ernannt.
Für größere Schuldsachen und Immobilienstreitigkeiten war das Bürgermeister- und Amtleutegericht im Rathaus eingerichtet worden.

#### Bürgermeister, Funktionen und Einkommen
Im Dezember des Jahres 1690 beschloss der Rat im Einvernehmen mit den 44ern, einen jährlichen Pauschalbetrag von 1000 Reichstalern an die Bürgermeister zu zahlen, einem Rentmeister wurden 800 Reichstaler zugestanden. Die jeweils für eine einjährige Amtszeit gewählten regierenden zwei Bürgermeister konnten nach Ablauf ihrer Amtszeit zwei Jahre später erneut gewählt werden. Während der Zeit als Bürgermeister a. D. waren sie weiterhin Mitglieder der Stadtregierung und bezogen, in anderen Aufgabenbereichen eingesetzt, städtische Gehälter. So fungierten sie als Präsidenten der Rentkammern oder der Kaufhäuser. Weitere Einkünfte erzielten sie als Vorsteher der Mühlentafel, als Provisoren der Universität sowie der Spitäler aber eben auch oft als Gerichtsherren an den zahlreichen Gerichten der Stadt.

### Tuchhallengerichte
1371 wurde auf dem Alter Markt an der Stelle eines bisherigen Kramhauses eine neue Halle als Kaufhaus errichtet. In diesem Gebäude wurde eine Gerichtsstelle eingerichtet, welche als Gericht in der Hallen bezeichnet wurde. Das Gericht griff ein, sobald eynigh gast of coufman, de sich beclagede van eyncher scholt of gebreche in dem coufhuyse.. eine richterliche Entscheidung wünschte. Unter der Voraussetzung, dass der Rechtsstreit in der Halle entstanden war, konnten alle, Auswärtige und Kölner Bürger, um ein Urteil nachsuchen. Die zwei an diesem Gericht eingesetzten Richter wurden halbjährlich vom Rat gewählt. Da sie in Personalunion auch als Aufsichtsbeamte fungierten, fanden Sitzungen an drei Wochentagen zur Vesperzeit statt, jeweils dienstags, donnerstags und samstags. Da ab dem 15. Jahrhundert in der Halle überwiegend Tuchhandel betrieben wurde, wandelte sich die Bezeichnung des Gerichtes in Tuchhallengericht. Unter Beibehaltung des alten Aufgabenbereiches urteilte die neu benannte Behörde jetzt vorrangig über mängel und gebrech des Tuches.

### Kaufhaus Gürzenich Gericht

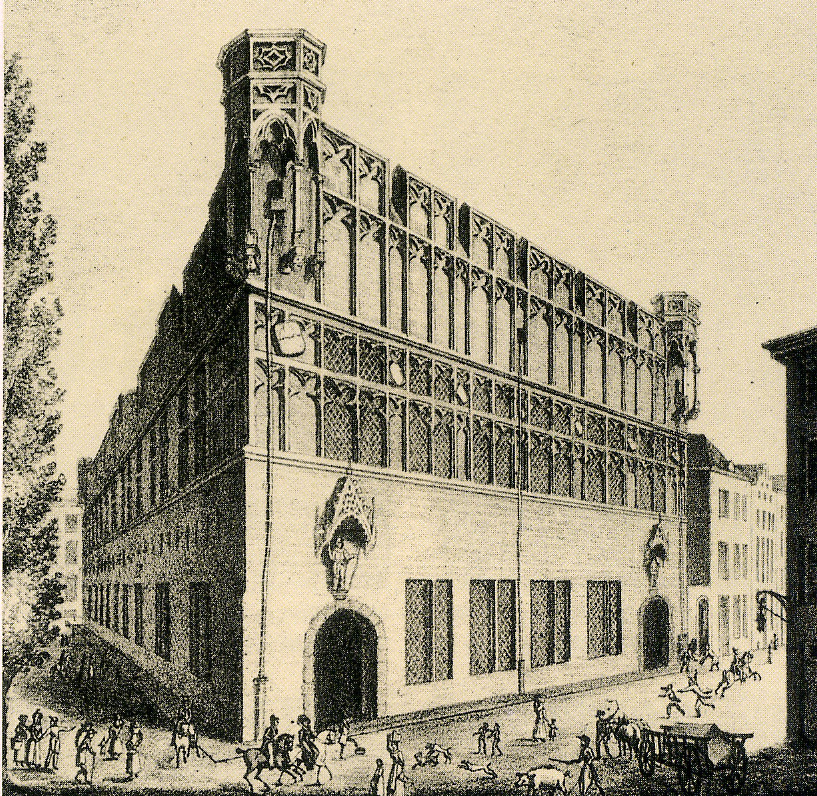
Gürzenich, Anfang des 19. Jh.

1427 waren durch den Rat erhebliche Ankäufe von Häusern, Herbergen, einer Schmiede (Zum Blasbalg) und Kaufhäusern südwestlich des Rathauses getätigt worden. Die zum großen Teil baufälligen Gebäude wurden abgerissen und ließen ein großzügiges Terrain für ein aufwendiges Bauprojekt der Stadt entstehen.
Die Liegenschaften, die ursprünglich dem Adelsgeschlecht der Dürener Familie von Gürzenich zugehörten, gelangten im Lauf der Zeit in den Besitz der Kölner Geschlechter Gyr, Cleingedank vom Horne, Scherfgin, Quattermart, Roitstock und Lyskirchen. Die Bezeichnung Gürzenich, obwohl später auch Löwenburg genannt, blieb für den in der Martinstraße gelegenen Hof im Volksmund erhalten und gab dem städtischen Neubau seinen Namen. Die Bürgermeister Johann von der Arken und Johann von Heimbach gaben den Auftrag zur Errichtung, die Bauzeit des Prachtbaues, zuerst konzipiert als Veranstaltungsgebäude für noble Empfänge und Tanzveranstaltungen, betrug sieben Jahre. In der Folgezeit wurde der Bau erweitert und erhielt zusätzliche Funktionen.
Eine Neuordnung des Tuchhallengerichtes vollzog sich mit dem Ausbau des Gürzenich zu einem städtischen Warenhaus. In ihm wurde zu Beginn des 16. Jahrhunderts ein eigenständiges Gericht, das Kaufhaus Gürzenichgericht, eröffnet. Nach kurzem Nebeneinander wurde das bisherige Tuchhallengericht in das Gürzenichgericht integriert.
Das Gürzenichgericht befasste sich ausschließlich mit der Beilegung von Streitigkeiten ex locum fracht und Lieferung der waren und güter zwischen den kaufgehilfen und fuhrleuten.
Nach der Fusion der beiden Gerichte wurde die Richterzahl auf drei erhöht. Auch diese wurden halbjährlich neu aus der Mitte des Rates gewählt und finanzierten sich selbst durch eingezogene Bußgelder. Den Richtern zur Hilfe eingestellte Kaufhausdiener achteten genau auf etwaige Verstöße der Besucher gegen die Kaufhausordnung, da ihr Lohn ein Drittel der vereinnahmten Bußgelder ausmachte. Ebenso entlohnt wurde der Gerichtsschreiber, er war zuständig für die Eintragungen der getätigten Pfändungen und hatte die Parteien vor Gericht zu laden.

## Delikte, Anklagen und Resultate

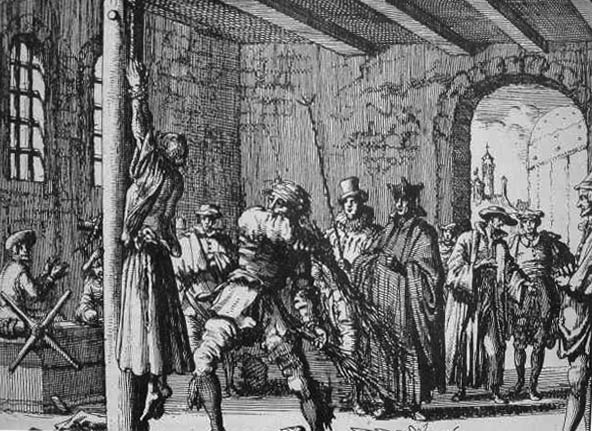
Peinliches Verhör

In einem Dekret des Jahres 1538 schrieb Erzbischof Hermann von Wied:
in bürgerlichen sachen, wie in peinlichen sachen rechtlich gehandelt soll werden …, dweil solich sachen nicht eyn geringes, sonder leib und leben, ehr und glympff, und güter berurend.
Ob eine private oder öffentliche Anzeige zur Verhaftung eines Beschuldigten führte, hing von der Schwere des Deliktes und der sozialen Stellung des Angeschuldigten ab. Fand eine Verhandlung statt, wurde seit Einführung der Carolina in schwerwiegenden Indizienfällen die peinliche Befragung angewandt. Diese führte in den meisten Fällen zu dem erwünschten Ergebnis, einem Geständnis. Die Vernehmung der einer Straftat verdächtigten Person wurde von einem städtischen Turmmeister in einem der Gefängnisse (z. B. Frankenturm, Hacht) durchgeführt. Die in den Verhören gemachten Aussagen hielten die Turmschreiber durch ein Protokoll im Turmbuch fest. Sie wurden danach einem Syndicius zur Begutachtung vorgelegt. Die Auswertung des Protokolls ging dann in schriftlicher Form an das Hohe oder später an das Gewaltgericht. Kam man dort zu der Überzeugung, es läge ein Kapitalverbrechen vor, zogen sie das Verfahren an sich und setzten den Verhandlungsbeginn fest. Wurde das Vergehen als geringfügig erachtet, wurde dementsprechend weiter verwiesen oder die Freilassung angeordnet.

### Öffentliches Bestrafen

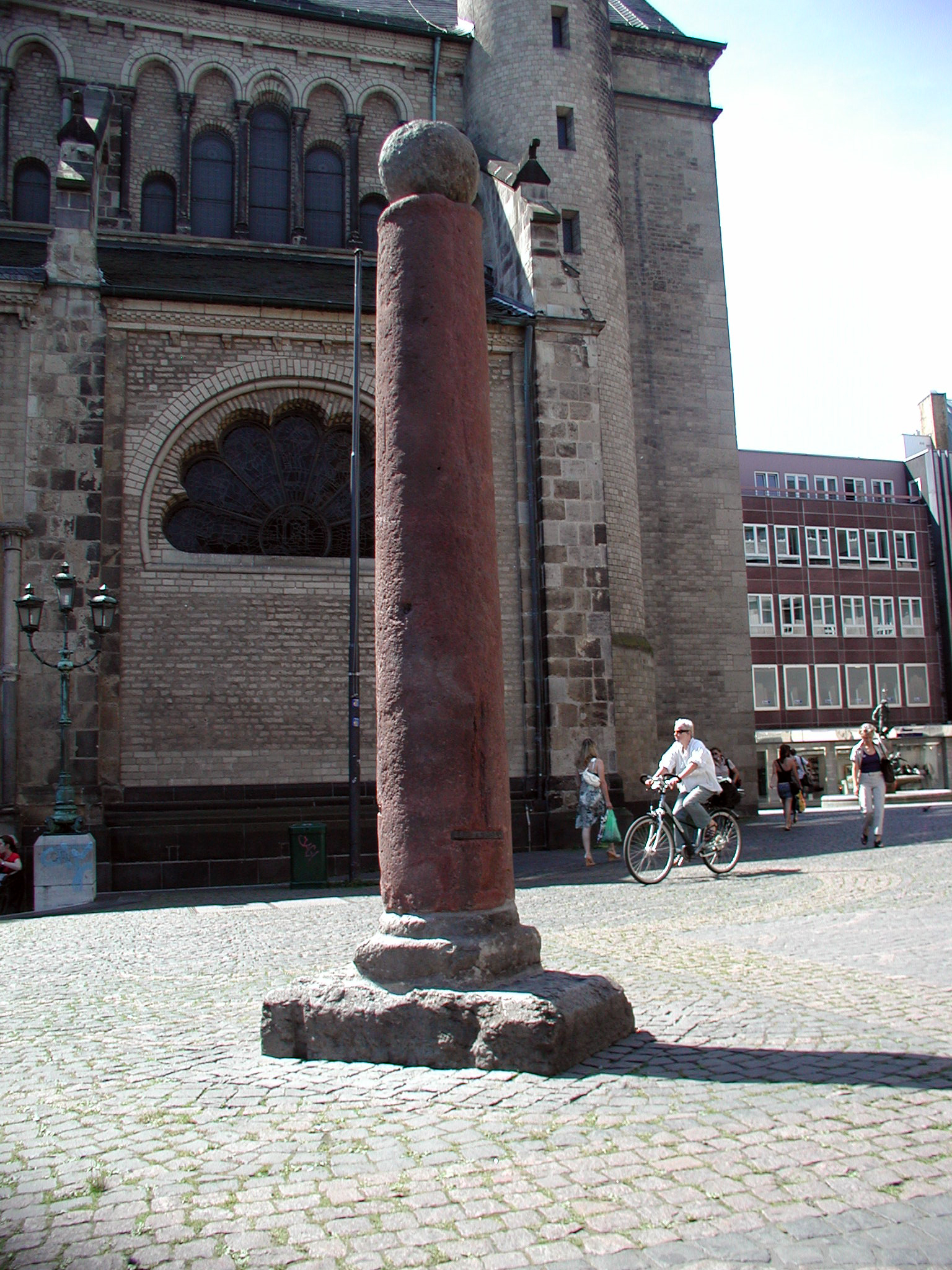
Beispielabbildung eines erhaltenen Prangers in Bonn

Härteste Strafmaßnahme unter den Augen der Öffentlichkeit war der Vollzug der Todesstrafe. Am Anfang des 13. Jahrhunderts fanden Hinrichtungen auf einer der Stadt vorgelagerten Rheininsel und auf dem an der südlichen Ausfallstraße nach Bonn gelegenen Judenbüchel statt. Dort sollen schon 1163 Ketzer aus Flandern den Tod auf dem Scheiterhaufen gefunden haben. Zur Hinrichtung politischer Verbrecher wählte man den Heumarkt. Als weitere Richtstätte diente (1356 erwähnt) der Junkerkirchhof bei Melaten, sowie der dortige Rabenstein. In späterer Zeit, um 1513, soll ein weiterer Junkerkirchhof vor dem Weyertor benutzt worden sein.
Ehrenstrafen wurden im späten Mittelalter bis weit in die Frühe Neuzeit verhängt. Die Prangerstrafe wurde im Gegensatz zu anderen Ehrenstrafen, wie Heuke oder Steine und Kerzen tragen, in Verbindung mit einem bestimmten Delikt verhängt. Zu dieser Strafform verurteilte das Gericht in leichteren Fällen, so bei Diebstahl, Betrug, Fälschung, Verstoß gegen das Stadtverbot, Unzucht und speziell bei Frauen in Fällen von Kuppelei.
Zur gewünschten breiten Öffentlichkeit für die zu vollziehenden ehrenrührigen Strafen boten sich die großen Marktplätze der Stadt an.

### Verbrechen gegen die Sittlichkeit

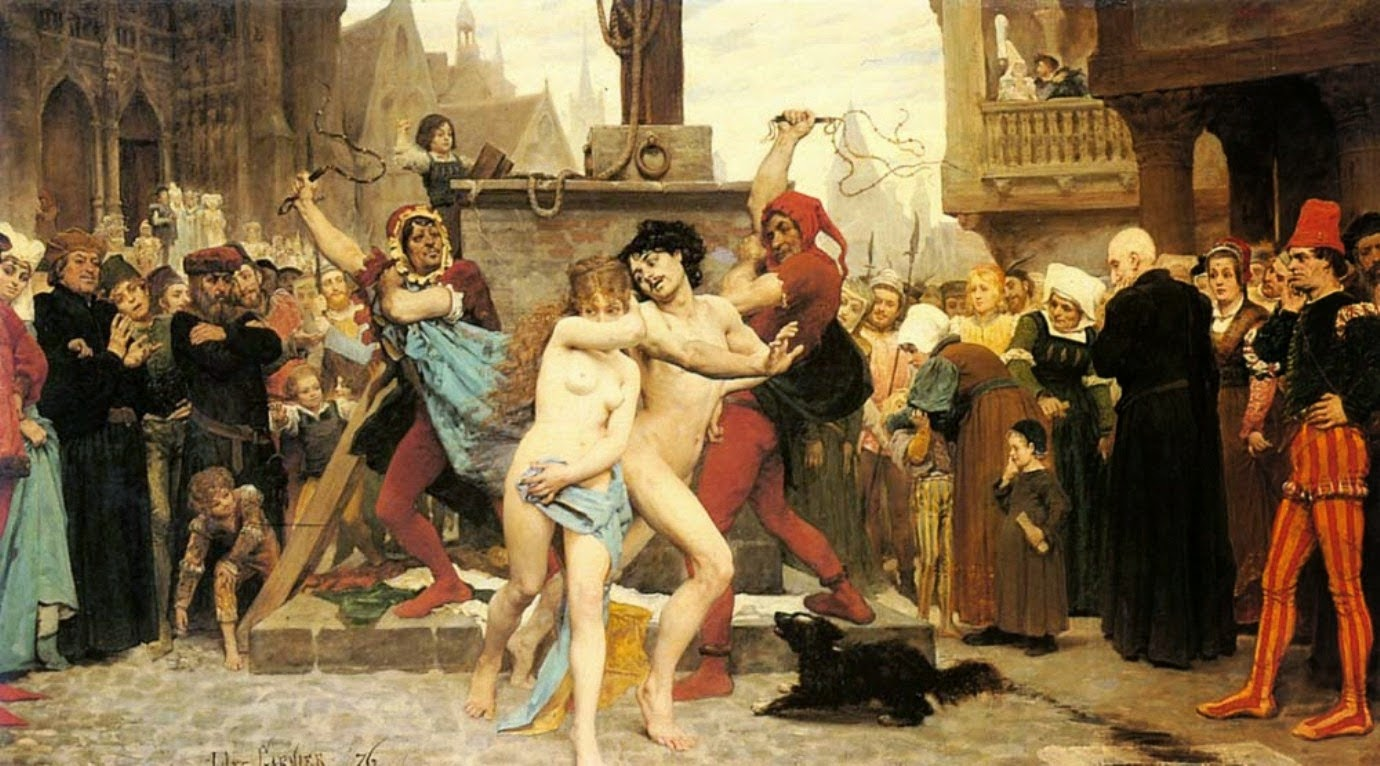
Jules Arsène Garnier: Die Qual der Ehebrecher, 1876

Das Gerichtsverfahren über die Verbrechen gegen die Sittlichkeit lag in den Händen des Magistrates. Das mittelalterliche Strafrecht war nicht nur in Köln in seinen Anschauungen geprägt durch die Vorgaben der heiligen Schrift und deren Klassifizierungen der Sünden. Das Kanonische Recht, welches schon den sündigen Gedanken als strafbar sah, und das weltliche Gericht, das nur die strafbare Tat als solche hätte ahnden sollen, hoben sich im strengen Katholizismus der Zeit kaum voneinander ab.
Die Gerichte der Stadt hatten keine unterschiedliche Auffassung hinsichtlich der Strafwürdigkeit eines Deliktes oder über das zu verhängende Strafmaß. Sie stritten nur über Zuständigkeiten.
Zum Steine- und Kerzentragen verurteilte man bei groben Verletzungen des sechsten Gebotes, des Ehebruchs. Dem Schuldigen wurde ein Tragholz nach Art des Joches auf die Schulter gelegt, an dessen beiden Enden zwei eiserne Ketten mit schweren Steinen befestigt waren. Mit dieser Last musste er, eine Kerze in der Hand und vom Gewaltrichter begleitet, seinen Bußgang antreten. Dieser begann, begleitet von Gespött und Hohn der Schaulustigen, am Frankenturm und ging zuerst in den Dom, wo die Kerze am Altar der Heiligen Drei Könige geopfert wurde.
Danach ging es mit einer neuen Kerze der richterlichen Vorschrift nach weiter durch das Hachttor und Unter Taschenmacher zum Alter Markt und dem Heumarkt nach St. Maria im Capitol, wo er die zweite Kerze zum Opfer darbrachte. Bei schweren Fällen erfolgte die Verweisung aus der Stadt.

#### Prostitution

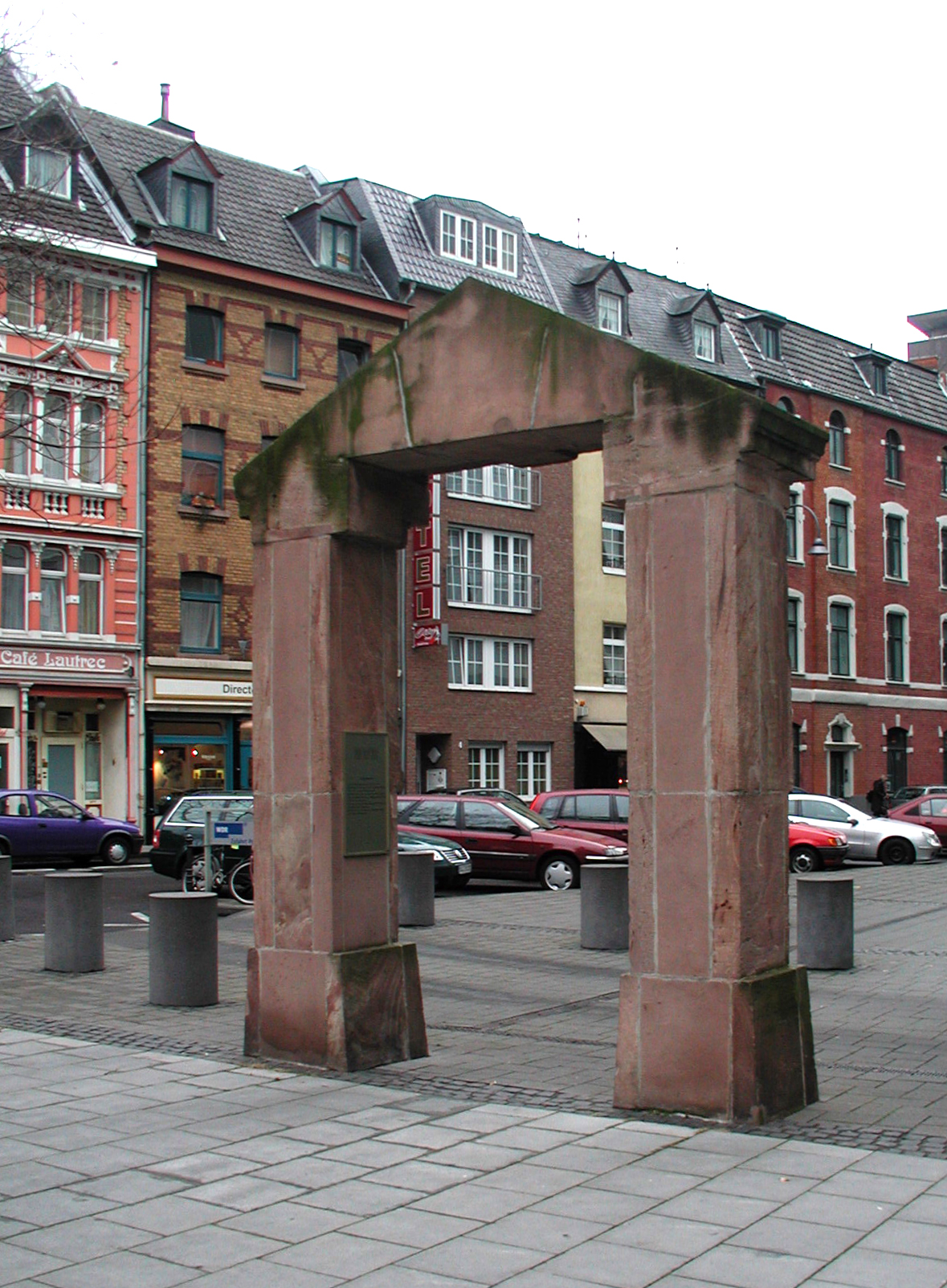
Notariatsportal (1905) Höhe Schwalbengasse

1389 beschloss der Rat, dass alle Dirnen der Stadt einen roten Schleier oder Kopftücher zu tragen hatten. So sollten sie für jedermann erkennbar sein und sich hierdurch von den ehrbaren Bürgerinnen unterscheiden lassen, womit diese vor Pöbeleien und Ansprachen geschützt werden sollten.
In der Koehlhoffschen Chronik wurde dazu später vermerkt:
In demselven jaor droigen die gemein frauwen roide wilen up irem heufte, up dat men sie kent vur anderen frauwen.
Die Frauen dieses Gewerbes, dem man nachsagt, das älteste der Welt zu sein, wurden im spätmittelalterlichen Köln zu einer von vielen verachteten Randgruppe. Ab 1455 bemühte sich der Rat, das Dirnenunwesen auf einige Straßen zu begrenzen, es waren die Straßen Berlich, Schwalbengasse und das Alte Grabengässchen.

### Diebstahl, Betrug und Bettelei

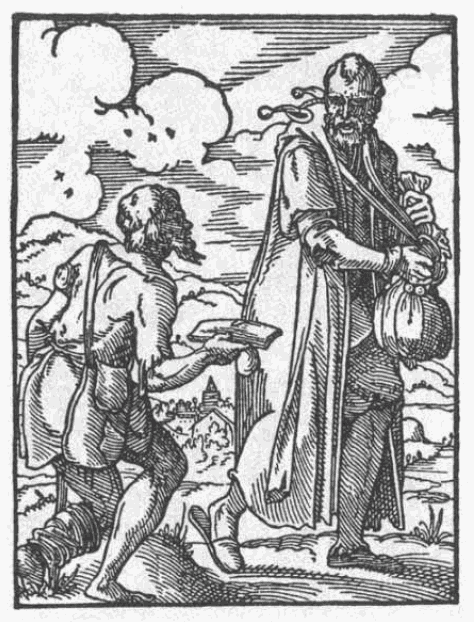
Bettler am Wegesrand (Darstellung von 1568)

Öffentliche Plätze, vor allem der Heu- und Neumarkt mit ihrem Marktgeschehen, aber auch der Dom mit seinen Pilgern waren bevorzugte Plätze der sogenannten Beutelschneider. Hier schnitten sie im herrschenden Gedränge den Unvorsichtigen den Geldbeutel vom Gürtel.
Dass Eigentumsdelikte in ihrer Häufigkeit dennoch nicht an der Spitze der Vergehen standen, hatte seine Ursache wohl in den auch den Tätern bekannten harten Sanktionen.
Hart waren auch die Strafen für betrügerische Stadtbedienstete. Im Jahr 1367 wurde Rudger Hirzelin von Grine, Beisitzer der Kölner Rentkammer, beschuldigt, städtische Gelder veruntreut zu haben. Er wurde noch im selben Jahr hingerichtet.
Leichter davon kamen unredliche Markthändler. Das Stehen am Kax oder Schuppstuhl auf dem Heumarkt war eine Art von Pranger für diejenigen, welche auf dem Markt falsches Maß und Gewicht gebraucht hatten.
Bettler wurden auf den Frankenturm gebracht, dort erhielten sie eiserne Hörner und Schellen aufgesetzt und mussten in diesem Anzug mit langen Besen die Straßen kehren.

### Heuke für Gotteslästerer

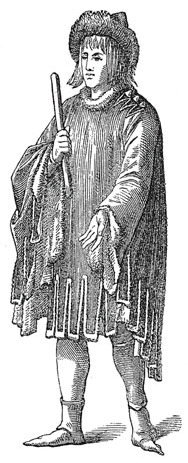
Burgunderfürst mit Heuke.

Die Gotteslästerung oder das Leugnen von Glaubensinhalten und das Ketzertum wurden oft hart bestraft. So wurde im Falle der vier Katharer aus Flandern, die von sich behaupteten, die wahren Christen zu sein, „kurzer Prozess“ gemacht. Die Ketzer wurden im August 1163 auf dem Judenbüchel außerhalb der Stadt verbrannt.
1326 wurde auf Initiative des Erzbischofs Heinrich von Virneburg ein Inquisitionsverfahren wegen angeblicher häretischer Glaubensaussagen gegen den in Köln als lector primarius am Studium generale lehrenden Dominikaner Meister Eckhart eingeleitet. Obwohl er durch seinen Orden verteidigt wurde, er sich verteidigend auch an den Papst in Avignon wandte, erließ dieser 1329 eine Bulle, die Eckart postum wegen Häresie verurteilte. Meister Eckhart starb 1328 in Avignon.
Auch das spätere rigorose Vorgehen gegen die Anhänger der Reformation lassen Strafen wie die des Heuketragen als gering erscheinen.
Die Heuke, ein von wohlhabenden Bürgerinnen getragener Überwurf, wurde in einer Spott- und Hohnform den Verurteilten umgehängt. Sie war von Fassdauben in der Form eines spanischen Radmantels gemacht. Um den Hals schloss sie eng an und ruhte auf den Schultern. Sie ließ den Kopf ganz frei und reichte bis zu den Waden. Gotteslästerer aber auch Kupplerinnen wurden häufig zu dieser Strafe verurteilt. Auf der Heuke war mit großen Buchstaben das Vergehen geschrieben, dessen sich der Delinquent schuldig gemacht hatte. Der vorgeschriebene Bußweg ging ebenfalls vom Frankenturm aus über Alter- und Heumarkt zum Frankenturm zurück.

### Gefängnistürme und Folter

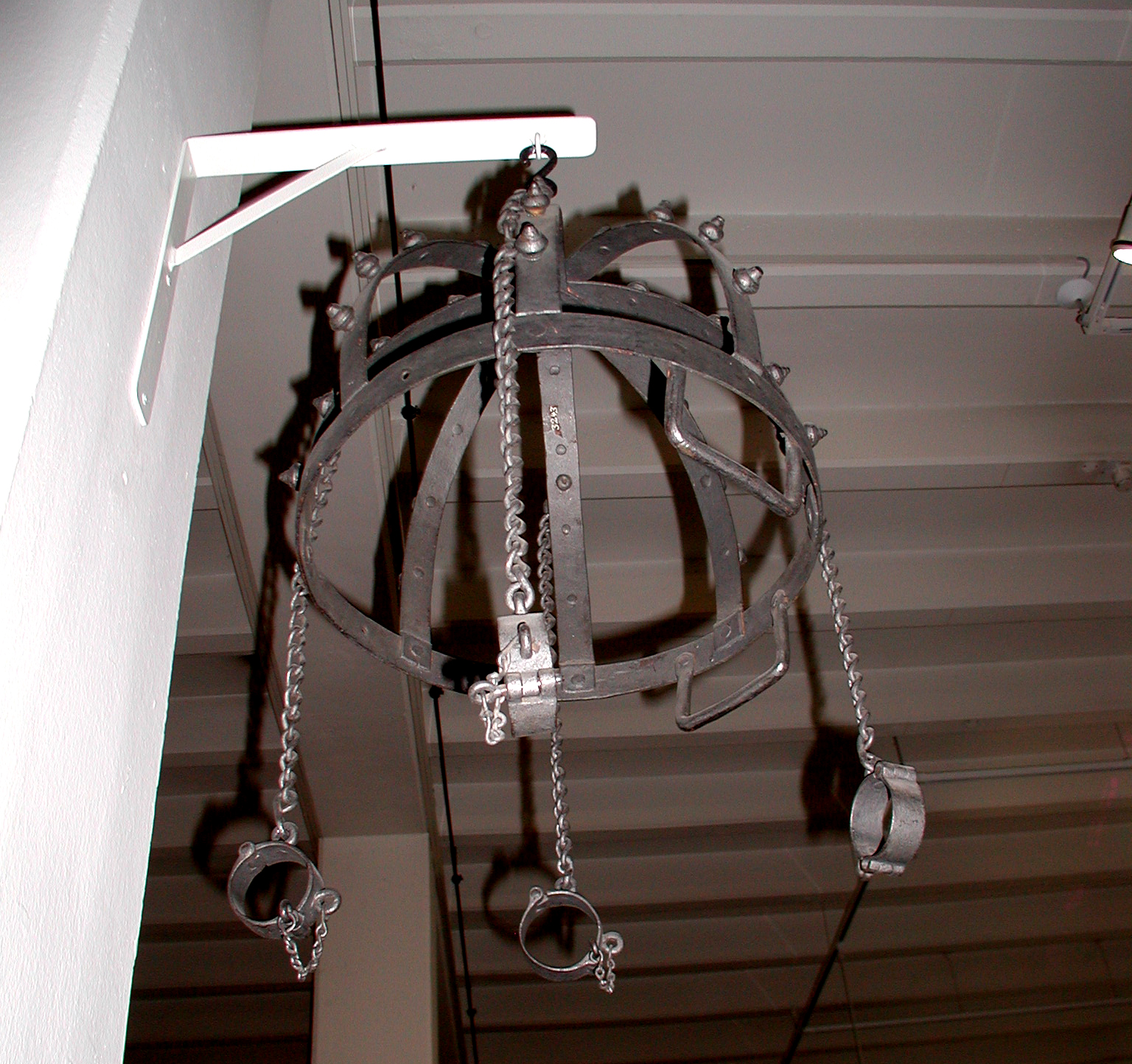
Mittelalterliche Spottkrone für 2 Personen (Zeughaus)

Die Turmhaft war nur eine der möglichen obrigkeitlichen Maßnahmen im Rahmen ihrer Untersuchungen und Sanktionen. Eine Quelle des beginnenden 18. Jahrhunderts, das Visitationis Prothocollum der Thürmen und gefengnißen vom Mai 1709 nennt folgende Türme der Kölner Stadtmauer als Gefängnisse:
- Die Ehrenpforte mit 3 Gefängnisräumen
- Der Gereonsturm mit 4 Gefängnisräumen und 2 nur über eine Leiter oder ein Seil erreichbare Löcher
- Die Eigelsteinpforte hatte 2 kleine und 4 größere Räume, wurde aber nur selten für den Arrest genutzt.
- Der Kunibertsturm mit 3 gewölbten Gefängnisräumen. (die Weckschnapp wurde nicht als Gefängnis genutzt)
- Die Trankgassenpforte mit 2 Gefängnisräumen
- Der Frankenturm hatte 4 Gefängnisräume zur Rheinseite, 2 zur Stadtseite.
- Der Bayenturm hatte eine Küche mit Pütz (Brunnen), 2 kleine und 2 große Gefängnisräume.
- Die Pantaleonspforte mit 2 Gefängnisräumen.
- Die Weyerpforte mit 2 Gefängnisräumen.
- Die Schafenpforte mit 3 Gefängnisräumen.

Die Hahnen-, Friesen-, Severins- und Bachpforte dienten keinen Inhaftierungen. Die Frequentierung der Türme ergab eine Nutzung von 70 % über den Frankenturm, 15 % der Gefangenen wurden in die Trankgassenpforte gebracht und der Rest verteilte sich auf die anderen Möglichkeiten. Die hohe Auslastung des Frankenturmes sowie der Trankgassenpforte war auch eine Folge der Gerichtsnähe und verursachte den Untersuchungsbeamten durch kurze Wege weniger Mühe. Überdies waren Wachleute der beiden Türme weitgehend von Verteidigungspflichten freigestellt.

#### Auswertung von Delikten
Verhaftungen und verhandelte Fälle durch Kölner Gerichte
der Jahre 1575/88
| Art des Deliktes     | verhaftet | verhandelt | Anteil in % |
| Magie                | 26        | 14         | 53,8        |
| Fälschung            | 15        | 6          | 40,0        |
| Raub                 | 106       | 40         | 37,7        |
| Totschlag            | 71        | 26         | 36,6        |
| Eigentumsdelikte     | 341       | 80         | 23,5        |
| Kindsmord/Aussetzung | 10        | 2          | 20,0        |
| Religionsdelikte     | 186       | 27         | 14,5        |
| Sittendelikte        | 234       | 17         | 7,3         |
| Gewalt               | 417       | 30         | 7,2         |
| Beleidigung          | 71        | 3          | 4,2         |
| Amtsvergehen         | 34        | 1          | 2,9         |
| vs. Obrigkeit        | 128       | 3          | 2,3         |
| Übertr. Stadtverbot  | 57        | 1          | 1,8         |
| Bettelei             | 79        | 1          | 1,3         |
| vs. Ordnung          | 172       | 2          | 1,2         |
| Schuldenhaft         | 46        | –          | –           |
| Insgesamt            | 1993      | 253        | 12,7        |
| Quelle: Schwerhoff   |           |            |             |

## Ende der „Konfusion“
Die sich über Jahrhunderte entwickelnde, immer weiter anwachsende Vielfalt der Zuständigkeiten im Gerichtswesen der Stadt fand ihr Ende mit der Einführung des Code civil in der sogenannten Franzosenzeit. In einer Beschwerde über das städtische Gerichtswesen des Jahres 1609 heißt es noch:
Item ob nit nutzlich und dienlich sein wolle, eins Rats vielfaltig und underscheidtliche undergerichte in ein formal wolbestelt Gericht anzuordnen und dergestalt die vielfaltigkeit der Gerichter, dardurch viele Confusiones der sachen entstehen, auch continentia causarum dividiert werden, einzuziehen.

### Code Civil

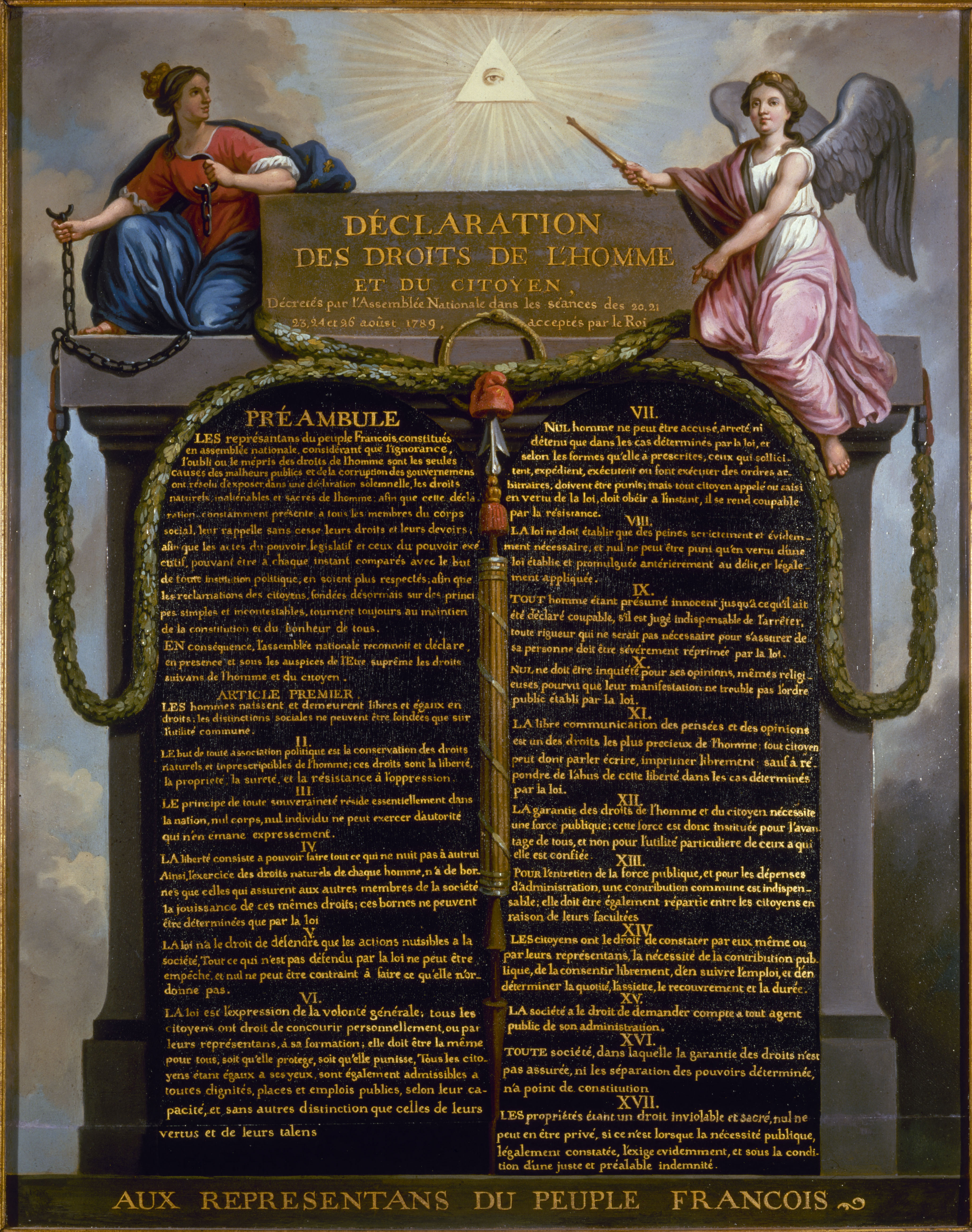
Französische Erklärung der Menschen- und Bürgerrechte 1789

Die hier aufgezeigten Verfahrensweisen der städtischen Gerichtsbarkeit blieben im Wesentlichen bis zur Franzosenzeit 1794 unverändert. Am 21. März 1804 wurde in Köln der Code Civil, das französische Gesetzbuch für Zivilrecht, in Kraft gesetzt. Die Kölner feierten Napoleon als den Mann, der die Revolution beendet und für Frieden und Gesetzlichkeit gesorgt hatte.
Der Code Civil sollte über die Zeit der französischen Besatzung hinaus seine Gültigkeit behalten. Am 11. September 1817 bat der Kölner Rat in einer Denkschrift an den preußischen König um Beibehaltung des französischen Verwaltungs- und Rechtssystems.